# Flemington, Victoria
Flemington là một vùng nội ô của thành phố Melbourne, Úc, cách trung tâm thành phố khoảng 4 km về phía tây bắc. Địa giới của vùng nằm chồng lên hai khu vực chính quyền địa phương là thành phố Melbourne và thành phố Moonee Valley. Tại tổng điều tra dân số 2011, số dân của vùng là 7.528 người.
Giải đua ngựa thuần chủng Melbourne Cup là sự kiện văn hóa lớn lâu đời của tiểu bang Victoria, được tổ chức kể từ năm 1861 và được duy trì hàng năm tại Trường đua Flemington trong vùng.
Địa giới Flemington nằm lọt thỏm giữa sông Maribyrnong và suối Moonee Ponds. Phố mua sắm Racecourse Road nằm tại khu phố Newmarket cũng thuộc vùng này.
Vùng đất này được James Watson, một người di cư, đặt tên theo dinh thự của gia tộc (Dinh thự Flemington) ở xứ Scotland. Một giả thuyết khác cho rằng tên gọi của vùng đặt được theo họ của Robert Fleming, một cư dân sống ở vùng Brunswick gần đó; ông mở một cửa hàng thịt bên bờ sông Saltwater.

## History
Năm 1839, ông James Watson đến vùng Port Phillip (tên gọi tiền thân của khu vực Melbourne ngày nay) để mua đất cho mình và các nhà đầu tư ở chính quốc. Ông đã đặt tên vùng đất này là Flemington, theo tên khu dân cư mà cha vợ ông đang quản lý ở Scotland. Khu dân cư này có nhiều người di cư gốc Flanders (Flemings trong tiếng Anh) đến sinh sống nên gọi là Flemington.
Nhà cửa trong vùng Flemington chủ yếu là nhà vật liệu nhẹ weatherboard pha lẫn với các dãy nhà gạch liên kế 1-2 tầng. Nhiều ngôi nhà trong số này được xây theo lối kiến trúc "Boom Style" Victoria và lối Edwardian pha lẫn với Federation. Một vài nơi có nhà máy và nhà xưởng quy mô nhỏ.

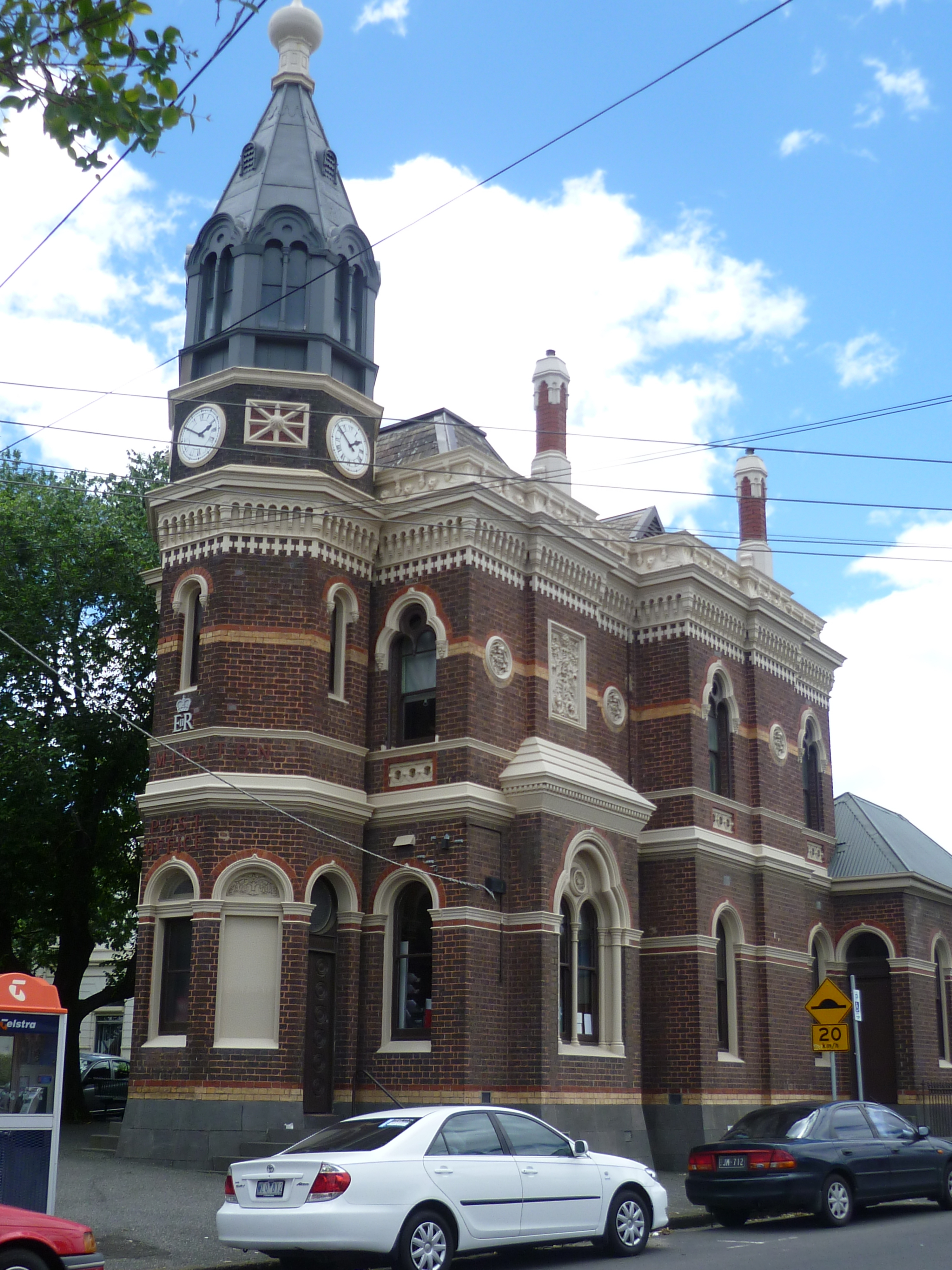
Bưu điện Flemington

Việc cho thuê đất bắt đầu diễn ra từ những năm 1840 khi người người di cư đến mua đất để chăn thả gia súc. Năm 1845, khu đất xây dựng trường đua Flemington được quy hoạch. Trong khoảng thời gian này, Chợ Gia Súc Melbourne cũng được chuyển về đây (sau khi chợ cũ trên đường Elizabeth Street đóng cửa). Lúc đó, nhiều trại giết mổ gia súc và cửa hàng bán lẻ bắt đầu hoạt động rầm rộ. Nhiều nhà xưởng, xí nghiệp cũng mọc lên như nấm trên các khu vực dọc theo bờ sông Maribyrnong và rạch Moonee Ponds.
Cuộc đổ xô tìm vàng Victoria thập niên 1850 đã thúc đẩy nhiều phát triển khu phố hai bên đường Mount Alexander Road, tuyến đường chính dẫn đến Bãi vàng Tây Bắc. Bưu điện Flemington Post Office được khánh thành và đi vào hoạt động ngày 1 tháng 1 năm 1854.
Năm 1861, Giải đua ngựa Melbourne Cup đầu tiên diễn ra tại Trường đua Flemington trong vùng. Cũng trong năm này, Thành phố Essendon được thành lập cai quản nhiều khu vực lân cận, trong đó có Flemington. Xí nghiệp thuộc da Buntingford (cũ) nằm cạnh bờ rạch Moonee Ponds. Sau khi dời về Flemington năm 1876, xí nghiệp nhanh chóng phát triển thành một doanh nghiệp quy mô lớn. Diện tích nhà xưởng rộng lớn đến mức có thời điểm chiếm đến hơn một mẫu Anh, bao gồm nhiều tòa nhà khác nhau.
Năm 1882, hai vùng Flemington và Kensington tách khỏi Thành phố Essendon để thành lập Thị trấn Flemington và Kensington. Trong những năm sau đó, thị trấn chứng kiến sự phát triển ồ ạt các khu nhà ở mới, bao gồm nhà trệt weatherboard nguyên khối và nhà gạch liên kế thấp tầng trên các lô đất đỏ. Một số nhà hai tầng lớn hơn xây trên hai lô đất, cùng với nhiều nhà gạch liên kế hai tầng cũng được xây dựng. Do giá thuê đất rẻ, các ngành nghề công nghiệp chủ yếu là nhà máy, xí nghiệp và nhà kho vẫn 'bám trụ' tại đây. Năm 1911, số dân của vùng đạt 6.109 người.
Năm 1905, thị trấn Flemington và Kensington sáp nhập vào Thành phố Melbourne.
Khoảng thập niên 1950, nhiều người nhập cư gốc châu Âu đến vùng này sinh sống, hầu hết trong số này là người Ý..

## Trường đua Flemington và đường Racecourse Road

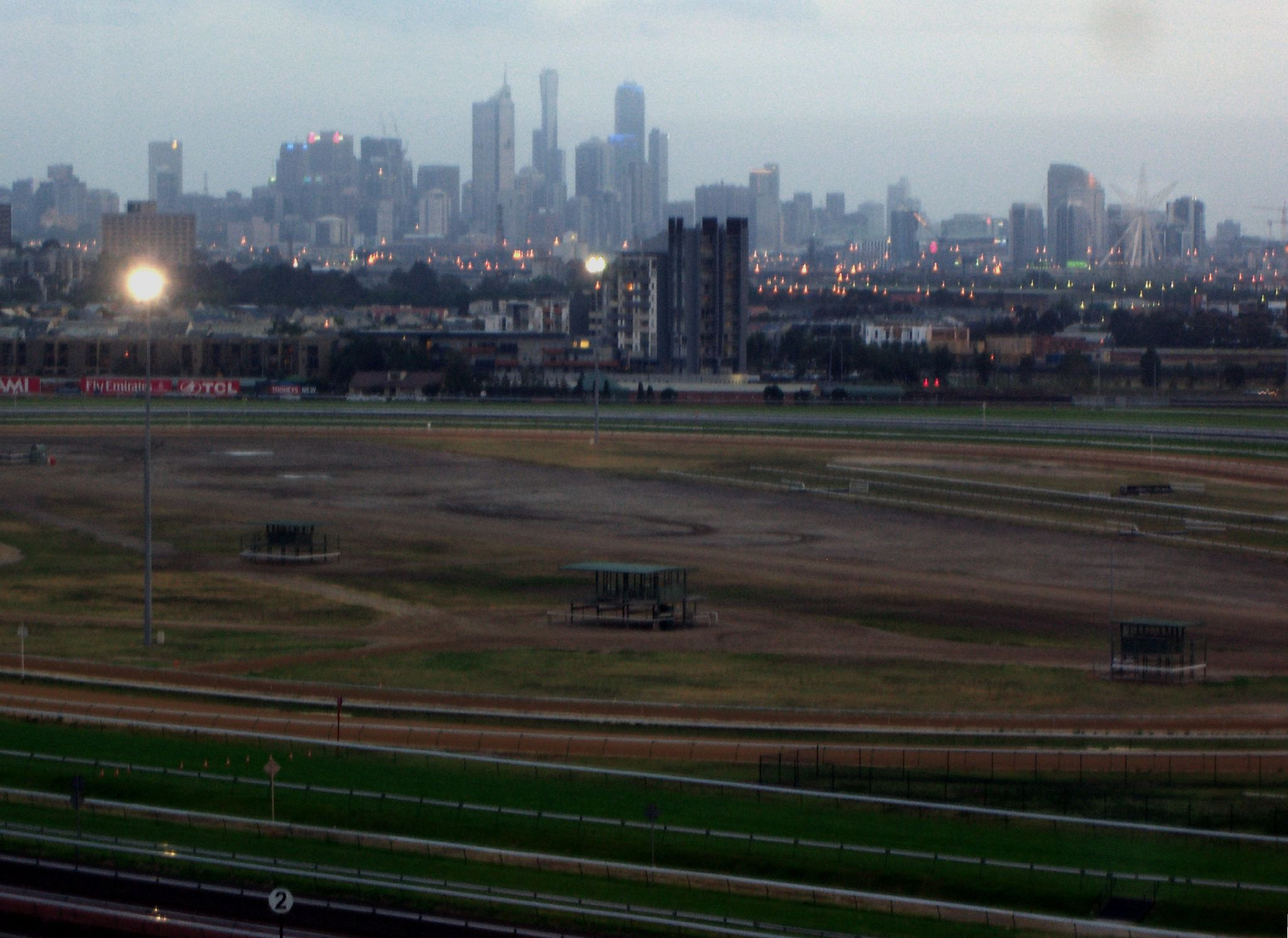
Ảnh Trường đua Flemington năm 2007 nhìn theo hướng đông nam. Phía xa là Trung tâm Thành phố.

Flemington là một trong số hai trường đua ngựa lớn trong vùng, nhưng là trường đua nổi tiếng nhất vì là nơi đăng cải Giải đua ngựa Melbourne Cup hàng năm. Giải do Câu lạc bộ Đua ngựa Victoria tổ chức vào thứ ba đầu tiên của tháng 11 hàng năm và kéo dài suốt trong 1 tuần.

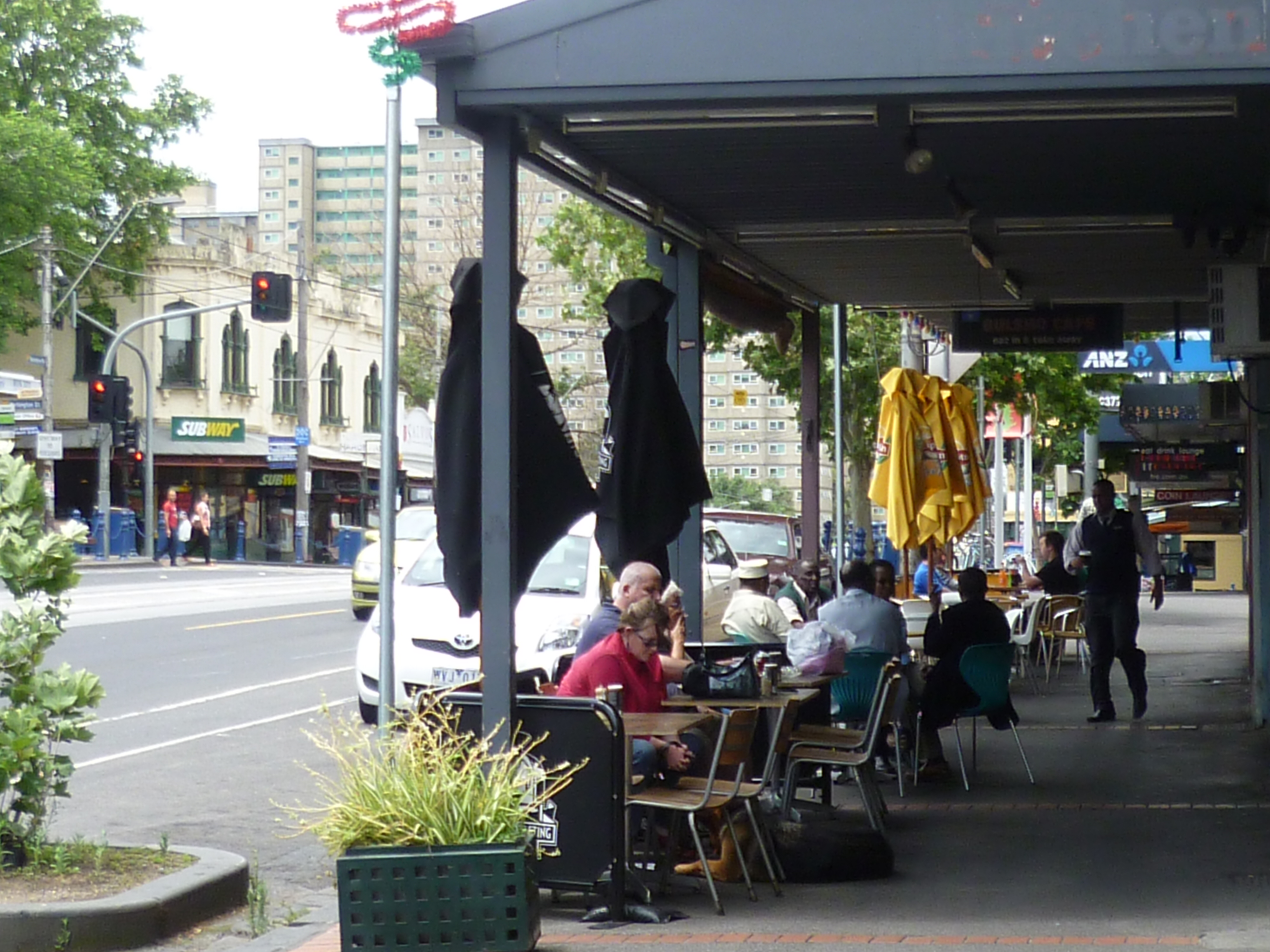
Đường Racecourse Road

Racecourse Road là con phố thương mại chính trong vùng. Đường Pin Oak Crescent cắt với phố này cũng có một vài quán cà phê và cửa hiệu nhỏ. Nhà ga tàu điện Newmarket nằm trên đường này, gần giao lộ với đường Racecourse Road.
Cuối thập niên 1990, một trung tâm mua sắm được xây dựng trên khu đất của doanh nghiệp xe cũ nằm ở phía tây nhà ga. Nhiều tòa chung cư mới cũng được xây dựng trên khu đất trống phía sau đường Racecourse Road và Pin Oak Crescent.
Danh hài Úc Barry Humphries năm 2005 có tuyên bố rằng tòa nhà ở Melbourne mà ông thích nhất thích là Bưu điện Flemington, nằm trên đường Wellington Street ngày nay.

## Cơ sở hạ tầng

### Giáo dục
Trong vùng có ba nhà trẻ, ba trường tiểu học, hai trường trung học cơ sở và một trường nuôi dạy trẻ khuyết tật.

### Công viên và không gian mở
Trong vùng có 12 công viên, khu lâm viên cây xanh và sân thể thao.

## Dân cư

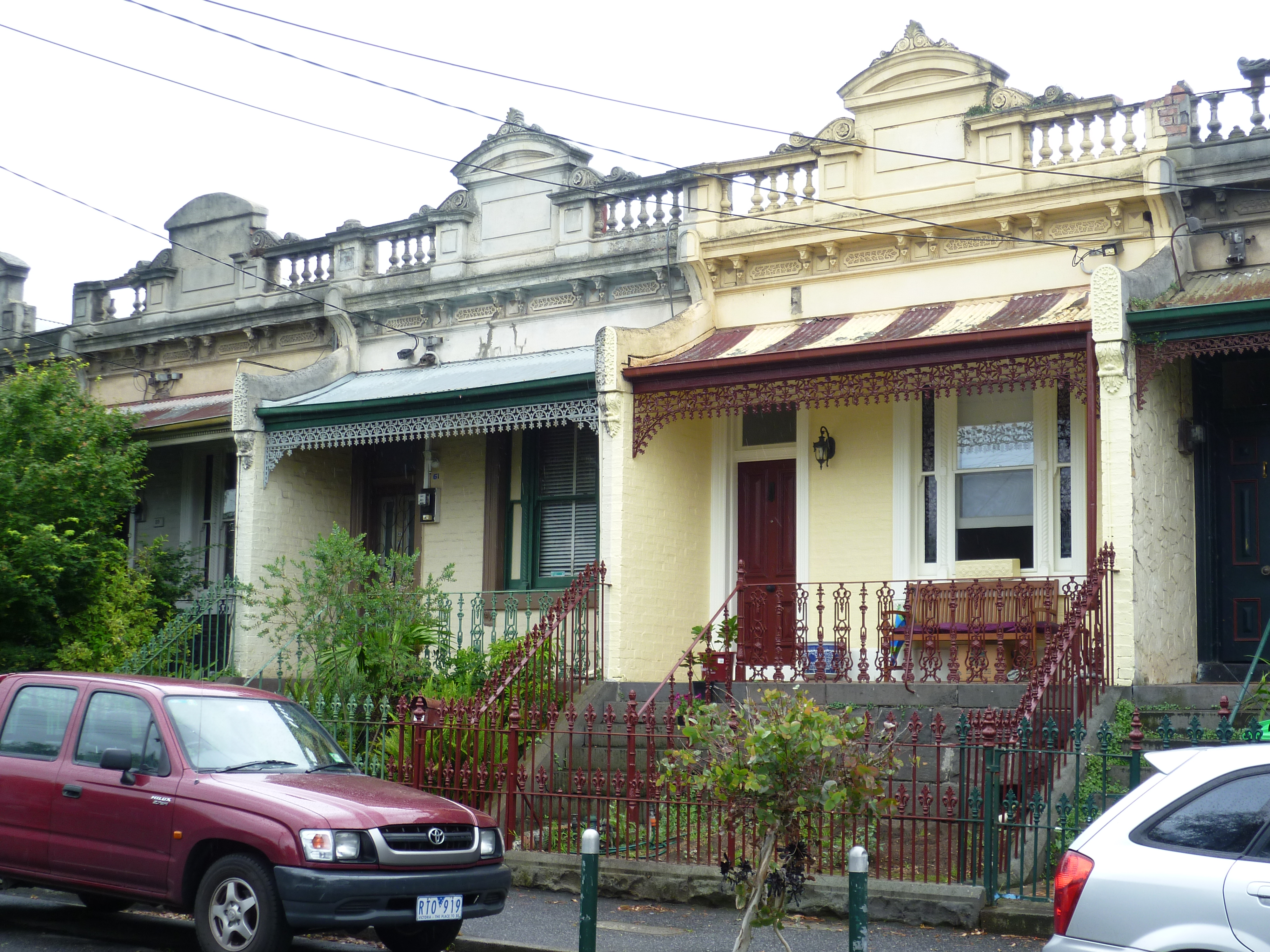
Dãy nhà phố ở Flemington

Thành phần dân cư nơi đây khá đa dạng về sắc tộc và ngôn ngữ.
Theo kết quả điều tra dân số năm 2001, người nhập cư đến từ nhiều nước khác nhau như: Việt Nam, Trung Quốc, Anh, Ý, New Zealand, Hy Lạp, Ai Cập, Philippines, Ấn Độ, Hong Kong. Đến khoảng những năm 1990 và 2000, số người nhập cư đến từ Bắc Phi và Mỹ Latin bắt đầu xuất hiện nhiều trong vùng. Nhiều người khác vẫn đang chuyển đến đây sống như người nhập cư gốc Somalia và các nước vùng Sừng châu Phi.

### Nhà cửa
Flemington có đủ các loại nhà ở khác nhau, bao gồm nhà đơn riêng biệt, nhà đôi chung tường và nhà liên kế, hầu hết xây dựng từ thời Victoria và Edward. Khu vực dọc theo đường Wellington Street và Farnham Street còn có nhiều chung cư cũ thấp tầng được xây dựng trong thập niên 1960 và 1970.
Nhiều dự án nhà ở xã hội cũng có mặt trong vùng. Trong đó tổ hợp dân cư Holland Court do Uỷ ban Nhà ở tiểu bang quản lý là tổ hợp lớn nhất. Khu vực này bao gồm bốn khối nhà chung cư cao 20 tầng và nhiều dãy nhà chung cư 3-4 tầng bên cạnh. Dự án được khởi công xây dựng và khánh thành những năm 1960 trên khu đất bằng ven sông.
Ngoài ra cũng có nhiều khối nhà ở xã hội nhỏ hơn nằm xen kẽ trong vùng.

## Giao thông

### Tàu điện

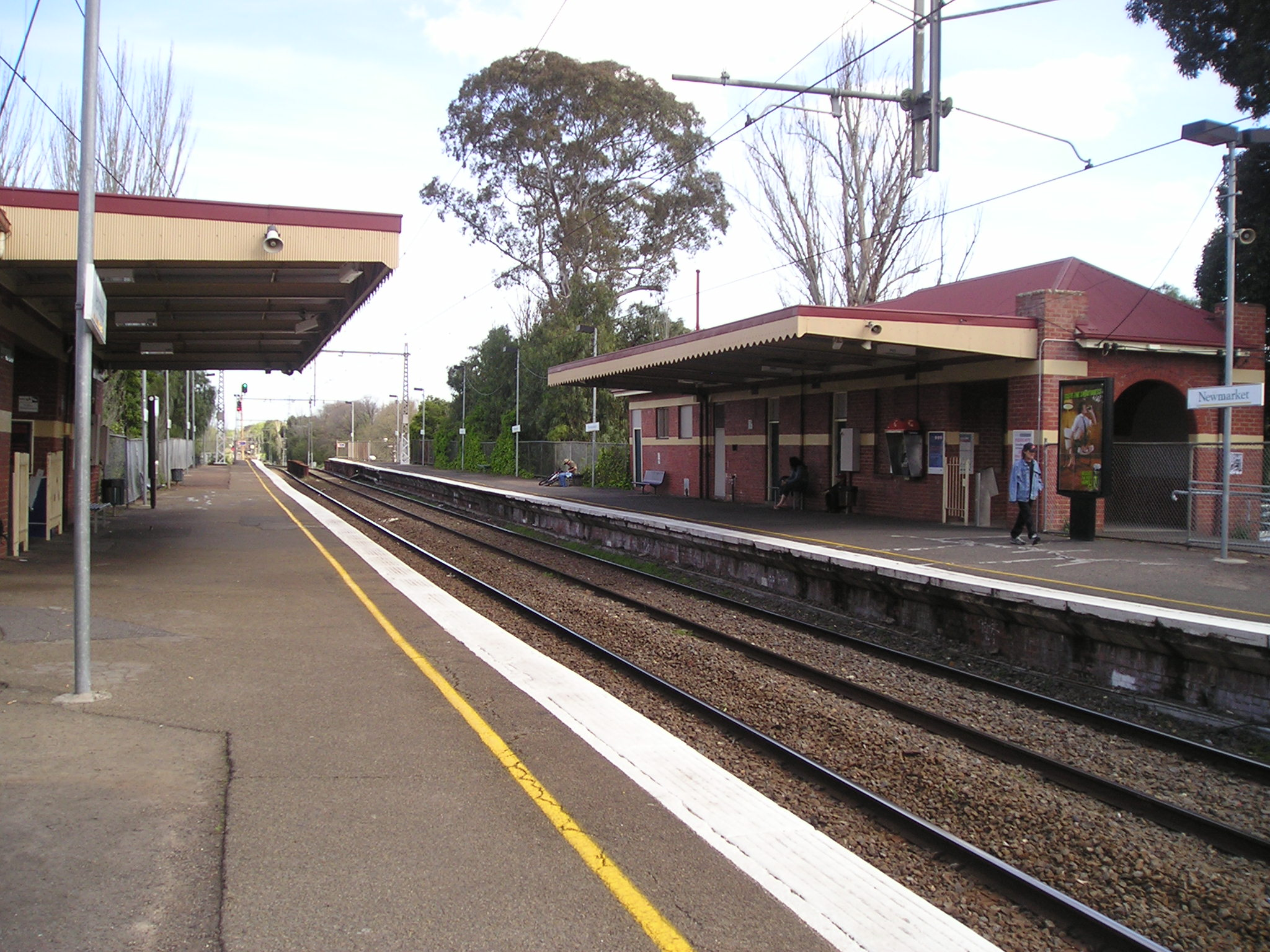
Ga tàu điện Newmarket

Trục đường chính trong vùng là Racecourse Road, nằm trong tuyến Xa lộ Princes Highway đi xuyên qua trung tâm đô thị. Đường cao tốc CityLink chạy dọc theo ranh giới phía đông của vùng.
Ga tàu điện chính của vùng là Ga Newmarket thuộc tuyến đường sắt Craigieburn. Các ga ngoại vi Macaulay và Flemington Bridge thuộc tuyến Upfield line cũng phục vụ đáng kể nhu cầu đi lại trong vùng.
Trong vùng còn có tuyến đường sắt Flemington Racecourse. Đây là tuyến nhánh của tuyến Craigieburn, bẻ nhánh từ Ga Newmarket. Trên tuyến này chỉ có hai ga là Flemington Racecourse và Showgrounds. Tuyến chỉ hoạt động trong các sự kiện và lễ hội tại Trường đua Flemington và Trung tâm Triển lãm Showgrounds.

### Xe điện
- Tuyến 57 chạy từ West Maribyrnong (đường Cordite Avenue) vào Trung tâm Thành phố (góc đường Flinders Street và Elizabeth Street)
- Tuyến 59 chạy từ Airport West vào Trung tâm Thành phố (góc đường Flinders Street và Elizabeth Street)

### Xe buýt
- 404 Footscray – Moonee Ponds qua các vùng Flemington, Ascot Vale, Newmarket (thứ 2 - 7). Hãng Sita Bus Lines.
- 472 Moonee Ponds – Williamstown qua các vùng Ascot Vale, Flemington Racecourse, Footscray, North Williamstown RS (hàng ngày). Hãng Sita Bus Lines.
- 942 City – St Albans (nối tuyến đến Sunbury) qua các vùng Footscray, Sunshine, Deer Park (rạng sáng thứ 7 và chủ nhật). Xe buýt NightRider do hãng Dyson's Bus Services chuyên chở.